# Hrvoje Šalković
Hrvoje Šalković (Zagreb, 29. rujna 1973.) je hrvatski pisac.

## Životopis
Šalković je diplomirao novinarstvo na Fakultetu političkih znanosti u Zagrebu, magistrirao je u Velikoj Britaniji (University of Westminster, London) 2000. godine.

## Djela
- Pala karta, Nova stvarnost, Zagreb, 2003., ISBN 953-6562-22-7
- Pravi se da ovo nisi vidio, VBZ, Zagreb, 2006., ISBN 953-201-632-5
- Zec na mjesecu, VBZ, Zagreb, 2007., ISBN 978-953-201-721-2
- Oko cucka, pa na mala vrata, Profil, Zagreb, 2008., ISBN 978-953-12-0804-8
- Kombinacija d.o.o., VBZ, Zagreb, 2009., ISBN 978-953-304-162-9
- Nulti meridijan, Ljevak, Zagreb, 2011., ISBN 978-953-303-356-3
- Nova mis Čilea, Ljevak, Zagreb, 2015., ISBN 978-953-303-831-5

## Vanjske poveznice
- Službena stranica